# Fannia doxonglaensis
Fannia doxonglaensis är en tvåvingeart som beskrevs av Wang och Zhang 2008. Fannia doxonglaensis ingår i släktet Fannia och familjen takdansflugor.
Artens utbredningsområde är Tibet. Inga underarter finns listade i Catalogue of Life.